# Холокост в Австрии
Холокост в Австрии — систематическое преследование и истребление евреев немецкими и австрийскими нацистами в период с 1938 по 1945 годы, часть общей политики нацистов и их союзников по уничтожению евреев.

## Евреи в Австрии до 1938 года
В 1930-е годы евреи занимали ведущие позиции во многих отраслях австрийской экономики, в частности в торговом, рекламном, банковским бизнесе, составляли высокую долю в среде австрийской интеллигенции. На момент присоединения к Германии еврейское население Австрии составляло 181 778 человек, из которых 165 946 (91,3 %) жили в Вене.
В Австрии был развит антисемитизм. В частности, в 1895 году австрийский антисемит Карл Люгер получил большинство мест в муниципалитете Вены и был назначен мэром австрийской столицы.

## Аншлюс
С приходом к власти в Германии Адольфа Гитлера аннексия Австрии стала частью официального курса внешней политики Германии. 12 марта 1938 года немецкие войска вошли на территорию Австрии, а 13 марта был опубликован закон «О воссоединении Австрии с Германской империей», согласно которому Австрия объявлялась «одной из земель Германской империи» под названием «Остмарк». 10 апреля в Германии и Австрии состоялся плебисцит. По официальным данным, в Германии за аншлюс проголосовало 99,08 % жителей, в Австрии — 99,75 %.

## Последствия аншлюса
После аншлюса в Австрии были введены в действие немецкие расовые законы, по которым евреи лишались гражданских прав. Согласно этим законам евреями в Австрии считались 220 тысяч человек, а не 182 тысячи.
Аншлюс стал важным этапом в деятельности Гиммлера — в той части, которая касалась антиеврейской политики. Была проведена принудительная реорганизация еврейских общин, руководил этим процессом Адольф Эйхман.

## Антисемитское насилие
Насилие над австрийскими евреями началось сразу же после присоединения к Германии. Все еврейские организации и газеты были закрыты, а лидеры посажены в тюрьму.
Многие австрийцы присоединились к нацистам в терроре против евреев. Евреев заставляли мыть тротуары и общественные туалеты в праздничной одежде. Некоторых заставляли делать это зубными щётками или голыми руками. Евреи не допускались в общественный транспорт.
Во время «Хрустальной ночи» в ноябре 1938 года по всей Германии и Австрии прошли антиеврейские погромы. Были осквернены и разрушены синагоги, дома и магазины, принадлежавшие евреям, были разграблены.

## Принудительная эмиграция
В мае 1938 года нацисты разрешили венской еврейской общине возобновить свою деятельность лишь с одной целью — организовать массовую эмиграцию евреев из Австрии. Палестинскому бюро Всемирной сионистской организации также позволили заниматься организацией еврейской эмиграции. В августе 1938 года в Вене был создан «Еврейский эмигрантский центр» под руководством Адольфа Эйхмана.
Среди эмигрантов были такие знаменитости как Зигмунд Фрейд и Имре Кальман.
Эмиграция была организована с помощью еврейской общины, главой которой после ареста всех еврейских лидеров в марте 1938 Эйхман самолично назначил Йозефа Левенгерца 22 августа 1938 года Эйхман писал в Берлин, что его офис обеспечивает документами на эмиграцию 200 евреев ежедневно.
В результате преследований в 1938 году из Австрии эмигрировали 62 958 евреев, в 1939 — 54 451. До начала войны уехало по разным данным от 109 060 до 126 445 евреев. В стране осталось от 58 000 до 66 260 евреев. Эмиграция из рейха была запрещена в октябре 1941 года.
На Ванзейской конференции 20 января 1942 года были представлены следующие данные: из Австрии эмигрировали с 15 марта 1938 по 31 октября 1941 года 147 000 евреев, осталось — 43 700.

## Изоляция, депортация и истребление

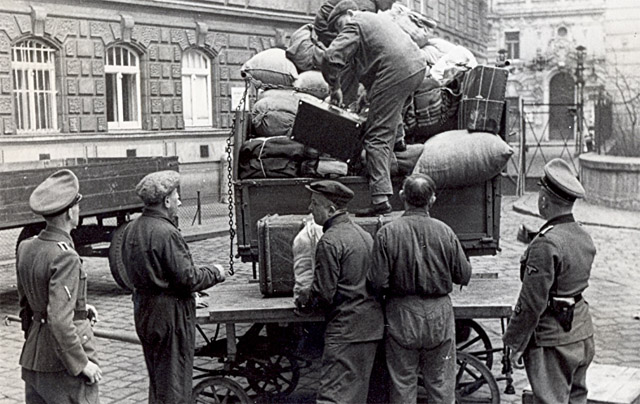
Депортация евреев из Вены, 1942

С октября 1939 года началась депортация австрийских евреев в Польшу на территорию «генерал-губернаторства». В район Люблина было выслано 1584 человека.
Депортация евреев в лагеря смерти началась с февраля 1941 года. После Ванзейской конференции этот процесс был ускорен. Венская община была официально ликвидирована 1 ноября 1942 года, когда в Австрии осталось около 7000 евреев. Депортации продолжались до марта 1945 года.
В результате Холокоста погибло по разным данным от 60 до 65 тысяч австрийских евреев, то есть почти все, кто не уехал до войны. До освобождения Вены советскими войсками 13 апреля 1945 года дожило менее 800 евреев (в основном супругов австрийских граждан). К 1950 году еврейская община Австрии насчитывала 13 396 человек (из них 12 450 жили в Вене).

## Протесты и сопротивление
В Австрии насчитывается 115 (1 января 2022) человек, признанных Институтом Катастрофы и героизма «Яд ва-Шем» праведниками народов мира за то, что они с риском для жизни помогали евреям и спасали их в период Холокоста. В частности, Эдельтруд Бехер прятала у себя в квартире в Вене трёх евреев, двое из которых выжили. Помощь евреям оказывала антинацистски настроенная католическая церковь, в частности архиепископ Вены Теодор Иннитцер

## Память о Холокосте

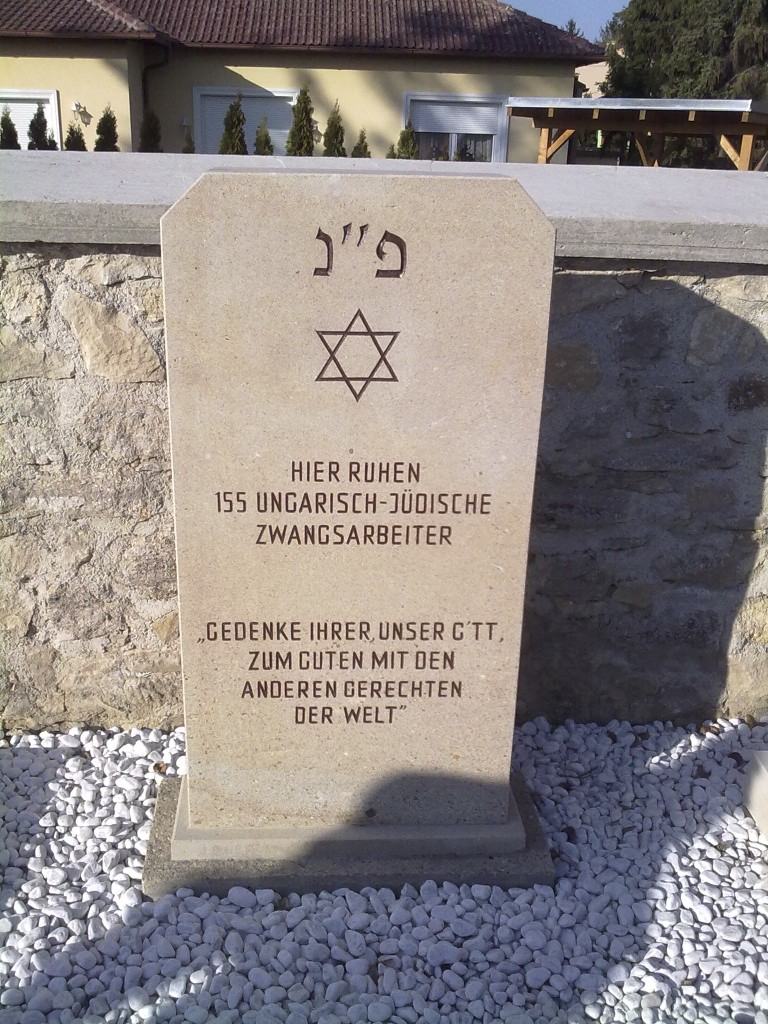
Памятник жертвам Холокоста в городе Брук-ан-дер-Лайта

До 1980-х годов австрийское общество исповедовало «доктрину жертвы», согласно которой Австрия была первой жертвой нацизма и потому не несёт никакой коллективной ответственности за преступления гитлеровской Германии.
Хотя документирование нацистского геноцида проводились в Австрии «Архивом австрийского сопротивления» в 1960-е годы, по-настоящему тема Холокоста вошла в мейнстрим австрийской историографии в 1980-е. Толчком к этому послужило активное обсуждение событий войны во время выборов в президенты Австрии в 1986 году, инициированное скандалом о нацистском прошлом Курта Вальдхайма. В 1988 году была создана Историческая комиссия, которая занялась исследованием разграбления имущества в период национал-социализма, а также реституции и компенсации после 1945 года.
В Австрии сохранение памяти о жертвах Холокоста поддерживается на государственном уровне. Так в частности Австрийская служба памяти жертв Холокоста с 1991 года является альтернативой для службы в армии и финансируется большей частью министерством внутренних дел Австрии.
Австрия является членом Международной организации по сотрудничеству в увековечивании и изучении Холокоста.
В городах Австрии установлено множество мемориалов в память жертв, в том числе памятник жертвам Холокоста в Вене. Памятники жертвам иногда подвергаются вандализму.

## Отрицание Холокоста
Отрицание Холокоста в Австрии является уголовным преступлением. Отрицатели Холокоста преследуются на основании § 3 Конституционного «закона о запрещении 1947» (Verbotsgesetz 1947) от 1947 года с поправками 1992 года. Закон применяется к лицам, которые публично отрицают, преуменьшают, одобряют или оправдывают преступления национал-социализма. Нарушители наказываются лишением свободы сроком от одного до десяти лет (при особо опасных случаях до двадцати лет)
Данный закон неоднократно применялся на практике. В частности, 14 января 2008 года Вольфганг Фрёлих был приговорён к 6,5 годам тюремного заключения, а 27 апреля 2009 года писатель Герд Хонзик был приговорён к 5 годам лишения свободы. Судья Стефан Апостол называл Хонзика «одним из идеологических лидеров» европейских неонацистов Наиболее известный случай уголовного преследования в Австрии за отрицание Холокоста — арест и суд над британским писателем Дэвидом Ирвингом в 2006 году. Он был приговорён к 3 годам тюрьмы, после 13-месячного заключения суд заменил оставшийся срок на условный и депортировал его из страны.